# Micraira lazaridis
Micraira lazaridis là một loài thực vật có hoa trong họ Hòa thảo. Loài này được L.G.Clark, Wendel & Craven mô tả khoa học đầu tiên năm 1995.